# Дженифер (певица)
Дженифе́р (фр. Jenifer; полн. имя: Дженифер Бартоли, фр. Jenifer Bartoli; род. 15 ноября 1982 года) — французская певица.

## Биография
Полное имя певицы Дженнифер —  Дженифер Яэль Дадуш-Бартоли (фр. Jenifer Yaël Dadouche-Bartoli.
Дженифер родилась 15 ноября 1982 года в Ницце. В 1997 году приняла участие во французском телевизионном шоу талантов Graines de star, но проиграла.
В 2002 году стала победительницей первого сезона телевизионного шоу талантов Star Academy, благодаря чему получила популярность во Франции и смогла заключить контракт со звукозаписывающей компанией. Вскоре у Дженифер вышел первый сингл «J’attends l’amour» и первый альбом Jenifer, тираж которого составил более 750 тысяч экземпляров. Затем певица отправилась в концертное турне по стране.
В середине 2003 года Дженифер на время покинула сцену из-за беременности. В декабре у неё родился сын от французского актера и музыканта Максима Нуччи. 
В 2004 году певица выпустила свой второй альбом Le Passage. В 2005 году Дженифер отправилась в новое турне и выпустила концертный альбом Jenifer fait son live.
В ноябре 2007 года вышел альбом Lunatique, который стал первым альбомом Дженифер, достигшим 1 места во французском чарте. В 2010 году певица выпустила альбом Appele-moi Jen, который был отмечен несколькими премиями от радио NRJ, в том числе в категориях «Лучший французский исполнитель» и «Лучший французский альбом».
В 2012 году вышел альбом L’amour et moi, который попал в пятёрку лучших альбомов согласно французскому альбомному чарту. В том же году она стала наставником во французской версии телевизионного вокального конкурса «Голос».
В 2013 году у Дженифер вышел альбом Ma déclaration, на котором она перепела песни французской певицы Франс Галль.

## «Голос»
Дженифер была наставницей победительницы первого сезона (2014) французской версии телешоу «Голос. Дети» Карлы.

## Дискография

### Альбомы
- Jenifer (2002)
- Le Passage (2004)
- Lunatique (2007)
- Appelle-moi Jen (2010)
- L'amour et moi (2012)
- Ma déclaration (2013)
- Paradis secret (2016)
- Nouvelle page (2018)
- n°9 (2022)
- Jukebox (2024)